# Mravići
Mravići är ett samhälle i Bosnien och Hercegovina.   Det ligger i entiteten Federationen Bosnien och Hercegovina, i den centrala delen av landet, 90 km norr om huvudstaden Sarajevo. Mravići ligger 277 meter över havet och antalet invånare är 1 601.
Terrängen runt Mravići är kuperad österut, men västerut är den platt. Runt Mravići är det ganska tätbefolkat, med 67 invånare per kvadratkilometer.. Närmaste större samhälle är Doboj, 6,9 km norr om Mravići. 
I omgivningarna runt Mravići växer i huvudsak blandskog.